# Publius Aelius Marinus
Publius Aelius Marinus war ein im 2. Jahrhundert n. Chr. lebender Angehöriger des römischen Ritterstandes (Eques).
Durch eine Inschrift, die in Poetovio gefunden wurde, ist belegt, dass Marinus Kommandeur (Praefectus) einer Cohors II Hispanorum war. Er ließ die Inschrift zusammen mit seinem Bruder Publius Aelius Marcianus auf einem Sarkophag für ihre Eltern (parentibus pientissimis) errichten. Aus der Inschrift geht auch hervor, dass die beiden Brüder in ihrer Heimatgemeinde Mitglieder des Ordo decurionum waren (decurio coloniae).

## Cohors  II Hispanorum
Es gab mehrere Einheiten mit dieser Bezeichnung (siehe Cohors II Hispanorum). John Spaul ordnet ihn der Cohors II Hispanorum (Germania superior) zu, die im 2. Jahrhundert in Germania superior stationiert war. Marjeta Šašel Kos nimmt an, dass er entweder die Einheit in Germania superior kommandierte oder die Cohors II Hispanorum (Dacia Porolissensis) zu, die im 2. Jahrhundert in der Provinz Dacia Porolissensis stationiert war.

## Datierung
Die Inschrift wird bei der Epigraphik-Datenbank Clauss-Slaby auf 131/170 datiert. Marjeta Šašel Kos hält es für wahrscheinlich, dass die beiden Brüder während der Regierungszeit von Antoninus Pius (138–161) als Kommandeure der beiden Auxiliareinheiten dienten.